# Coupe Florio
Ne doit pas être confondu avec Coppa Florio ou Targa Florio.
La Coupe Florio est un ensemble de compétitions automobiles disputées sur trois jours dans la ville de Saint-Brieuc tous les deux ans.

## Historique

### Avant 1927

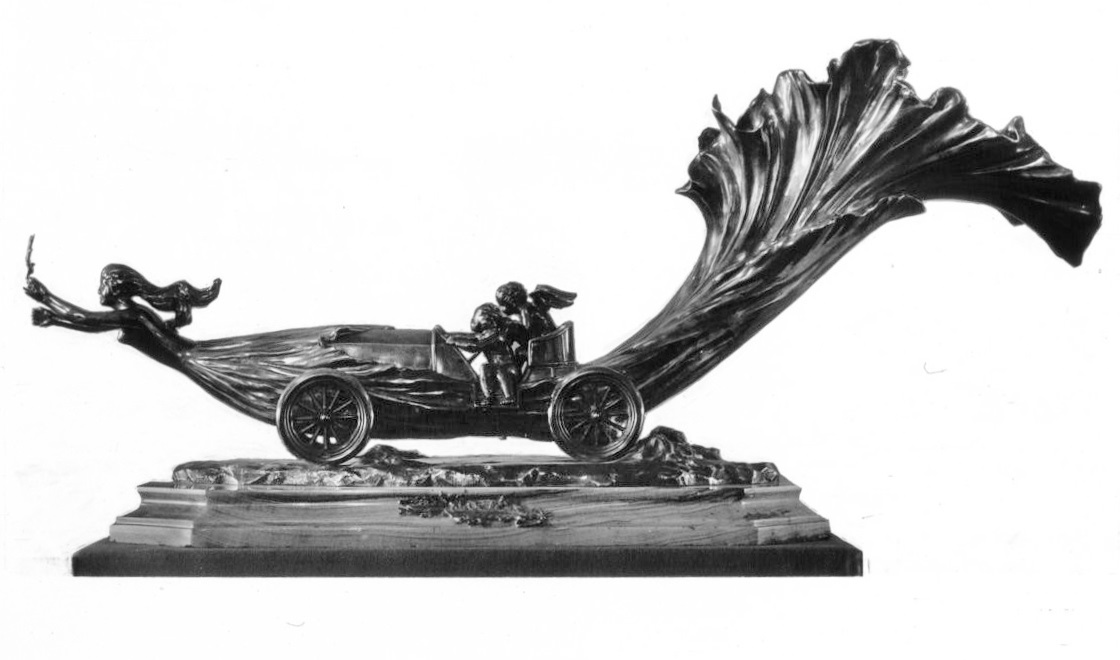
Coupe Florio : le trophée en argent massif (Agence Meurisse, 1923).

La Coppa Florio, un trophée intermarques automobiles (un objet pesant 18 kg d'argent massif) fut créée en 1905 en Sicile par le chevalier Vincenzo Florio, industriel viticole et pilote automobile italien.
En 1926, Peugeot remporta définitivement le trophée, mais accepta toutefois de le remettre en jeu à condition que la course se déroule en France ; Lucien Rosengart, qui avait une usine au Légué et une maison aux Rosaires en Plérin, et était président d'honneur de l'Automobile-Club des Côtes-du-Nord, fit pression pour qu'elle soit organisée dans les environs de Saint-Brieuc.

### Coppa Florio: 1927
Le 17 juillet 1927, la Coppa Florio se court exceptionnellement dans les villes d'Yffiniac et de Saint-Brieuc. Cette course automobile est disputée en Sicile à partir de 1905.
Plus de 200 000 spectateurs se massent au bord des routes de Saint-Brieuc et Yffiniac pour assister à cette compétition automobile, organisée cette année-là par la volonté de Lucien Rosengart qui possédait un atelier de construction automobile dans le port du Légué. L'année précédente, une autre course de côte avait réuni 15 000 spectateurs.
Le circuit retenu, long de 13 km, dessinait un « triangle » Yffiniac - La Croix Gibat - Rue de Gouedic ; une bonne partie de l'itinéraire fut macadamisée pour l'occasion. Des tribunes et gradins offrant 5 000 places furent construits pour l'événement, ainsi que plusieurs passerelles pour permettre aux spectateurs de traverser la route de la course. Celle-ci fut remportée par Robert Laly, sur une automobile Ariès à plus de 96 km/h de moyenne ; il devançait Louis Wagner, sur une Peugeot.
La dernière édition historique fut organisée en 1929. Grâce à cela, Saint-Brieuc est l'une des rares villes de France à pouvoir organiser des courses automobiles en ville.

### Renaissance en 2011
2011
Saint-Brieuc Entreprises décide de relancer la Coupe tous les ans afin de contribuer à l'animation de la ville de Saint-Brieuc.
2013
Il est décidé que la Coupe se courra désormais tous les 2 ans.
2021
Annulation de la Coupe Florio à cause du Covid-19.
2022
Mise en place, pour la première fois, d'une vente aux enchères de véhicules.

## Programme
La compétition est disputée sur trois jours.

### Concours d'élégance

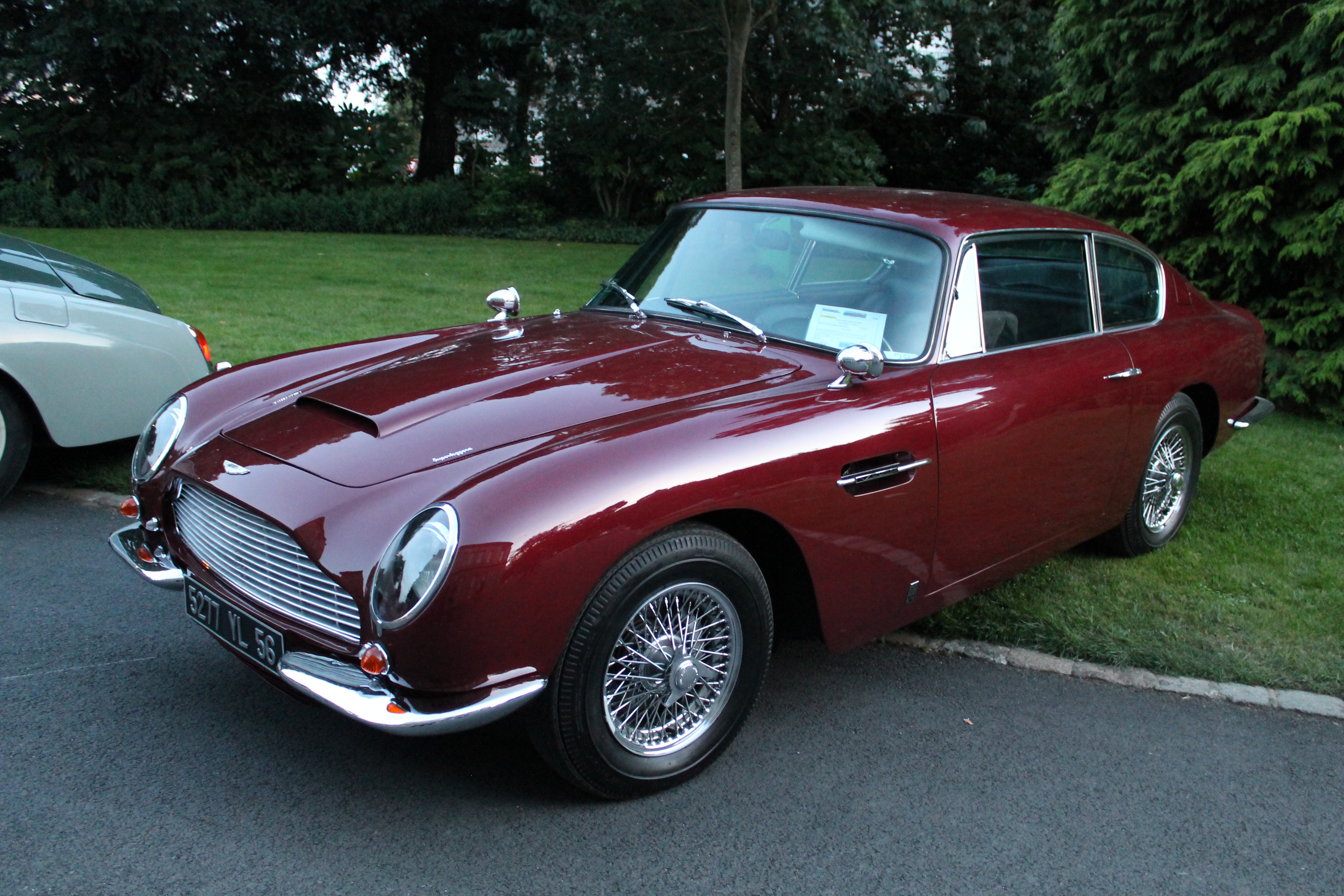
Aston Martin DB6

Le concours d'élégance se dispute le premier jour dans le parc des Promenades, en soirée.
- Préparation des participants.
- Concours.
- Délibéré du jury.
- Proclamation des résultats et remise des prix et trophées.

### Balade touristique
Le deuxième jour, plusieurs balades touristiques sont organisées à travers l'agglomération. Différents circuits sont programmés pour que toutes les personnes inscrites puissent se détendre avant la course.

### Épreuve

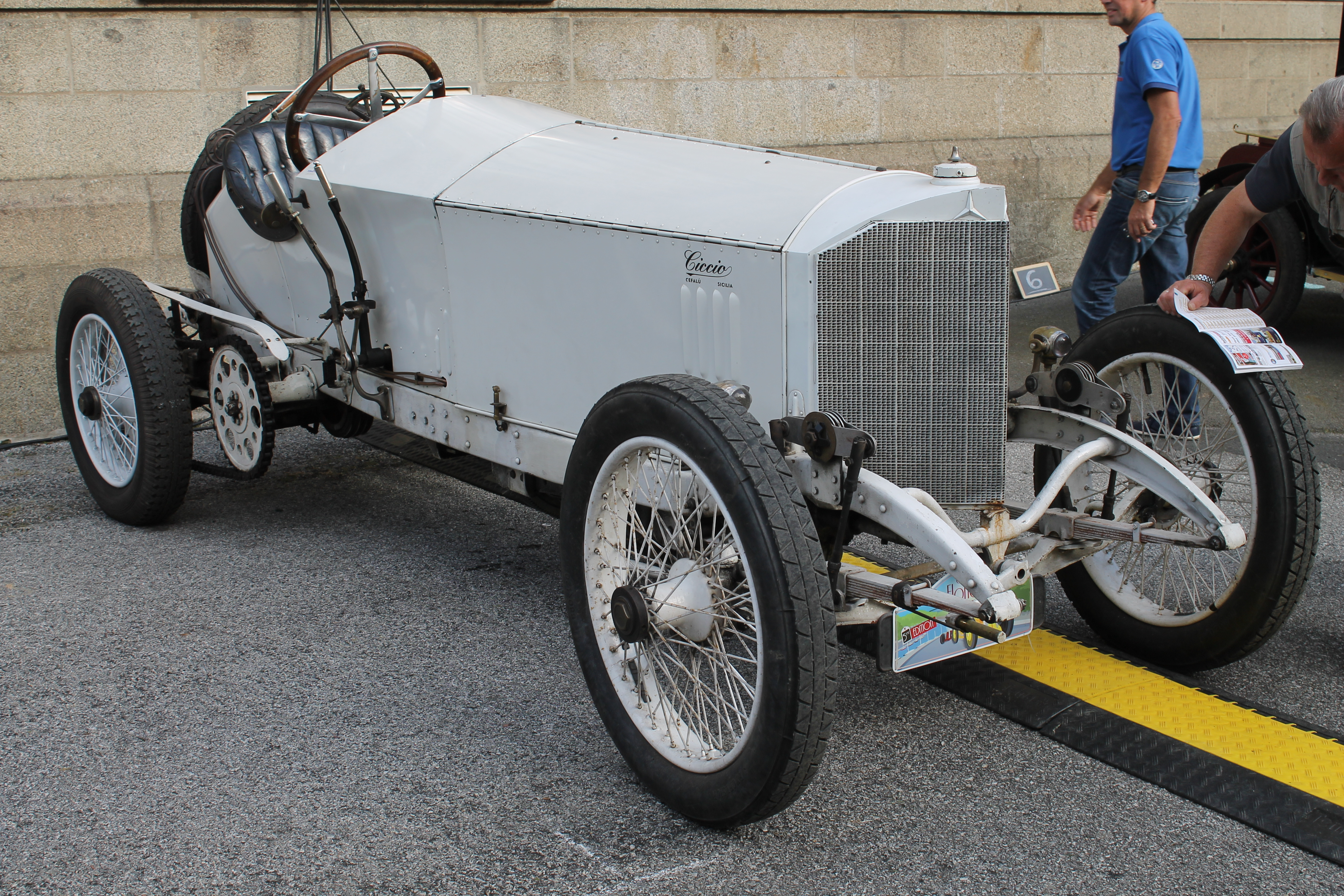
Une Daimler Mercedes Grand-Prix.

La course, qui est une course de côte, se court durant le troisième jour. Le circuit fait une distance de 2 691 m et a un dénivelé positif de 107 m. Le départ a lieu au Port du Légué et l'arrivée derrière le parc des Promenades. Elle passe par le Quai Armez, ayant une longueur d'environ 640 m à plat, puis commence la montée sur le Boulevard de la Mer, Boulevard Sévigné et enfin se termine par une épingle Boulevard de la Chalotais.
- Briefing des pilotes
- Essais libres
- Essais chronométrés
- Montée chronométrée
- Montées libres

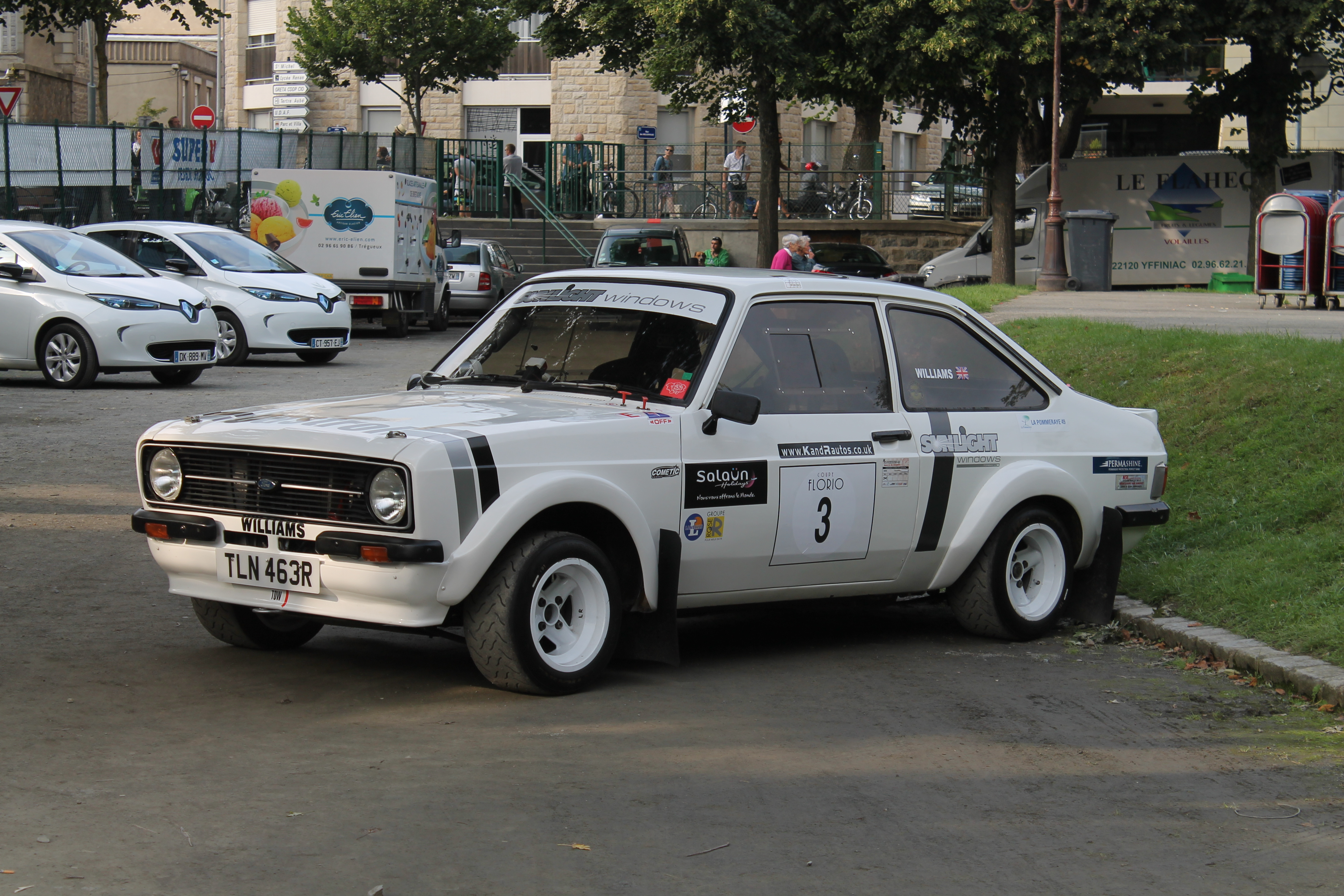
Une Ford Escort MkII Rally en 2015.

- Proclamation des résultats et remise des prix et trophées.